# تانابه ۶۷۳۸
سیارک ۶۷۳۸ (به انگلیسی: 6738 Tanabe، نامگذاری:1993FD1) شش هزار و هفتصد و سی و هشتمین سیارک کشف شده‌است که در ۲۰ مارس ۱۹۹۳ کشف شد.
قدر مطلق سیارک برابر ۱۴٫۲۰ است.